# Müslüm Can
Müslüm Can (* 22. Juni 1975 in Berlin) ist ein ehemaliger deutsch-türkischer Fußballspieler.

## Werdegang
Der der Volksgruppe der Kurden zugehörige Can, dessen Eltern gebürtig aus dem Norden Syriens stammen, wuchs in Berlin auf. Er spielte Fußball im Nachwuchs des BSV Hürriyet und bei den Reinickendorfer Füchsen, ehe er zu Tennis Borussia Berlin wechselte. Bei „TeBe“ gelang dem Verteidiger und Mittelfeldspieler der Sprung in die Herrenmannschaft. In der Saison 1998/99 bestritt Can für die Berliner 26 Spiele in der 2. Fußball-Bundesliga. Im Spieljahr 1999/2000 kamen drei Einsätze in derselben Liga hinzu, im November 1999 wechselte er zu Altay İzmir in die Türkei. Im selben Land stand Can von 2000 bis 2004 bei Samsunspor, von 2004 bis 2006 bei Kayserispor und in der Saison 2006/07 bei Orduspor unter Vertrag. Can kam während seiner Laufbahn auf 138 Einsätze in der türkischen Süper Lig, die meisten davon in den Farben von Samsunspor. Im September 2007 kehrte er zu Tennis Borussia Berlin (mittlerweile in der Oberliga) zurück und spielte dort bis 2008.